# Maroussi BC
Maroussi Atena B.C. (Grčki: Μαρούσι K.A.E.) je grčki košarkaški klub iz Marousija, predgrađa Atene. Klub trenutačno igra u prvoj grčkoj košarkaškoj ligi.

## Povijest
Košarkaški klub osnovan je 1950. pod nazivom Gymnastikos Syllogos Amarousiou (GSA) u Marousiju, sjevernom predgrađu Atene. Klub je u razdoblju 1960-ih i 1970-ih postizao odlične rezultate, kako u Grčkoj, tako i u Europi. Krajem 1980-ih i 1990-ih uslijedilo je loše razdoblje za klub. Maroussi se ispao iz prve grčke lige i igrao nižim ligama grčkog prvenstva. Prvu ligu ponovo su izborili krajem 1990-ih (1999.) i do danas ostali u njoj. Klub je preuzeo grčki biznismen Aris Vovos, i uz pomoć grada klub se je natrag vratio u sam vrh grčke košarke. 2001. godina bila je odlučujuća za klub. Maroussi osvaja Kup Raymonda Saporte, na mjesto trenera dolazi grčka košarkaška legenda Panagiotis Giannakis, a u momčad dolazi Vasileios Spanoulis. Time započinje dominacija Maroussija u grčkoj košarci. Klub je u sezoni 2003./04. igrao finale grčkog košarkaškog prvenstva, ali izgubili su od Panathinaikosa u Ateni. Iste godine klub je igrao u finalu FIBA Eurokupa, ali izgubili su od ruskog UNIKS Kazana. Maroussi je igrao i finale grčkog kupa 2002., ali ovaj put su poraženi od euroligaša Olympiakosa. U sezoni 2004./05. Maroussi je osvojio drugo mjesto u regularnom dijelu grčkog prvenstva. 2006. ponovo su igrali finale grčkog kupa, ali ponovo su poraženi od Panathinaikosa. Iako je klub senzacionalno osvojio treće mjesto u grčkom prvenstvu i izborio Euroligu,  klub su zbog financijske krize napustili svi sponzori, uključujući i obitelj Vovos koja je držala sve konce u rukama posljednjih godina. Zbog toga je klub raskinuo ugovore sa svim igračima nakon što nisu dobili plaće pet mjeseci. Klub su napustili ponajbolji igrači Calathes, Mavrokefalidis, Glyniadakis i Kostas Haralambidis. Međutim, situacija se znatno poboljšala, igračima su isplaćeni dugovi, a uprava kluba krenula je u popunjavanje rostera za novu sezonu koja je od velikog značenja za grčki klub jer će preko kvalifikacija imati priliku izboriti nastup u Euroligi.

## Trofeji
- Kup Raymonda Saporte: 2001.
- Finalisti FIBA Eurokupa: 2004.
- Doprvaci grčke lige: 2004.
- Finalisti grčkog kupa: 2002., 2006.

## Poznate ličnosti

### Poznati igrači
| - Vassilis Spanoulis - John Korfas - Pete Papachronis - Pat Calathes - Nikos Darivas - Giorgos Karagoutis - Alexis Falekas - Vagelis Vourtzoumis - Aggelos Koronios - Andreas Glyniadakis - Alexis Kyritsis - Prodromos Nikolaidis - Tzanis Stavrakopoulos - Nikos Boudouris - Kostas Kaimakoglou - Fanis Koumpouras - Dimitris Mavroeidis - Giorgos Diamantopoulos | - Kostas Haralabidis - Dimitris Marmarinos - Loukas Mavrokefalidis - Ashraf Amaya - Jimmy Oliver - Andre Hutson - Henry Turner - Erik Meek - Jarod Stevenson - Travon Bryant - Danya Abrams - Marty Conlon - Chris Owens - Jason Parker - Craig Robinson - Larry Stewart - Donell Taylor - Chris Thomas | - Dickey Simpkins - Andy Toolson - Jared Homan - Roderick Blakney - Renaldas Seibutis - Pat Burke - Michael Koch - William Warren Phillips - Vasco Evtimov - Ivan Grgat - Oliver Popović - Aleksandar Smiljanić - Mark Dickel - Blagota Sekulić - Branko Milisavljević - Anatoly Zourpenko - Nikolay Padius |

### Poznati treneri
- Panagiotis Giannakis
- Vangelis Alexandris
- Soulis Markopoulos
- Kostas Petropoulos

## Vanjske poveznice
- Službena stranica
- Profil na Eurocup.com
- Profil na Euroleague.net